# Camp Municipal de Beisbol Can Torelló
El Camp Municipal de Beisbol Can Torelló és un estadi de beisbol de Gavà, Baix Llobregat, inaugurat l'any 1976. Remodelat el febrer de 2011, va ser el primer camp de Catalunya que implantà gespa artificial d'última generació, quedant homologat per acollir-hi competicions internacionals. També conté banquetes cobertes, graderies amb una capacitat entre 200 i 250 espectadors, túnel de batuda i zona d'escalfament dels llançadors. En les seves instal·lacions, hi disputen els partits de manera simultània el Club de Beisbol i Softbol Gavà i el Projecte Softball Gavanenc.